# 화왕산 억새태우기
화왕산 억새태우기는 대한민국 경상남도 창녕군 옥천리에 있는 화왕산에서 정월대보름을 맞아 달집살기, 억새 태우기 등을 하며 소원을 비는 행사였다. 하지만 2009년에 인명사고가 발생함으로 인해 이 행사는 폐지되었다.

## 연혁
- 제1회 : 1995년 2월 24일
- 제2회 : 1996년 3월 4일
- 제3회 : 2000년 2월 19일
- 제4회 : 2003년 2월 15일
- 제5회 : 2006년 2월 12일
- 제6회 : 2009년 2월 9일

## 2009년 화재
2009년 2월 9일, 대보름 맞이 화왕산 억새태우기 축제를 하던 중 갑자기 불어온 돌풍과 오랜 가뭄으로 바싹 마른 억새로 인해 거세어진 화재로 관광객 및 현장 공무원을 포함한 7명이 사망 하고 60여명이 부상당한 사고이다. 사고 당시 행사장에는 2만 5천명에서 3만명 가량이 모여 있었으나 안전요원은 400명에 불과했으며, 억새밭 18만 5,000m2를 태우면서 군청이 준비한 소화 장비는 150여 개의 등짐 물 펌프와 휴대용 소화기가 전부였다. 안전을 위해 억새밭에서 30~50m의 방화선을 구축했으나 불길은 방화선을 넘어서서 옮겨붙었다. 이 사고로 1995년부터 계속되던 억새태우기 축제는 6회만에 폐지되었다.

## 참고 자료
- '억새 축제' 폐지...사후 약방문, ytn 박종혁, 2009-02-10
- <기자수첩>화왕산 참사 '예견된 사고', 굿데이스포츠 강경국, 2009-02-10

## 같이 보기
- 화왕산